# جک دیویس
جک دیویس (انگلیسی: Jack Davies؛ ‏ ۲۵ نوامبر ۱۹۱۳ – ۲۲ ژوئن ۱۹۹۴) بازیگر، فیلم‌نامه‌نویس، تهیه‌کننده فیلم، و تدوین‌گر اهل بریتانیا بود.
از فیلم‌ها یا برنامه‌های تلویزیونی که وی در آن نقش داشته‌است، می‌توان به دراکولای برام استوکر، خشخاش هم گلی است، حمله به سکوی جنیفر، ببر کاغذی، گامبیت، سحرخیز، مردان پرابهت در طیاره‌های پرسرعت، غار، قصاب‌باشی، بانوی خوشگذران، در ضرب، شخص خیلی مهم، نورمن در فضا، در ناپل شروع شد، به دنبال یک ستاره، جوجه‌اردک زشت، جاده صاف‌کن، شیشه پاک‌کن، تمساحی به نام دیزی، دکتر در دریا، اطلاعات طبقه‌بندی‌شده، خنده در بهشت، دور دنیا در هشتاد روز اشاره کرد.